# 自作自演
自作自演（じさくじえん）とは、創作した作品を自らの手で演じる（演技・演奏などをする）こと。

## 概要

### 歌曲・詩
自作自演の源は現代のように情報伝達が発達していなかった古代ギリシア時代に楽器の七弦琴を用いて、楽器伴奏とともに詩等を朗誦しながら各地を旅した叙情詩人や吟遊詩人に端を発する。中世ヨーロッパ期ではフランスではトルバドール（仏: Troubadour, Trouvère）、イタリアではトルヴェール（伊: Trouvere, Trovatore, Traviata）、ドイツではミンネゼンガー（独: Minnesänger）と呼ばれ恋愛や民衆の歌を歌いながら諸国を遍歴した詩人音楽家や宮廷詩人へと継承されていく。

#### 詩の三大部門
抒情詩
詩人自らの感情や情緒を表現した専ら主観による詩の総称。抒情詩はリリックもしくは叙情詩ともいい、近代詩の主流をなす。
叙事詩
歴史上の英雄や事件等を韻文を用いて客観的に吟誦（吟唱）した詩の総称。代表的なものとしてホメロスの『オデュッセイアー』・『イーリアス』、『ローランの歌』、英雄ジークフリートを扱った『ニーベルンゲンの歌』等がある。
劇詩
登場人物ごとに配役を整えた戯曲形式で書かれた詩の総称。代表的なものとしてゲーテの『ファウスト』、北村透谷の『蓬莱曲』等がある。
現代においては、作詞作曲もしくは作曲を自ら行ない歌う人をシンガーソングライターと呼び、他の自作自演の者と区別している。

### 演芸
ジャグリングを行なうジャグラー (jongleur) には吟遊詩人のほか、旅芸人としての意味もあり、各地を転々と移動し、道を往来する人々を相手に芸を披露する大道芸の多くも演出方法は自作自演のものがある。
現代においては、お笑い系のネタの多くは、芸人自らが日常生活から体験した事物やニュース等の出来事にヒントを得て、意外性や非日常をテーマに自作自演される。著名な芸人は過去十数年に数百冊のネタ帳と呼ばれるアイデアを残して、常に持ちネタが途切れないように努めている。

### クラシック音楽
クラシック音楽においては、18世紀までは作曲を行わない指揮者、楽器演奏家はほとんど存在していなかった。また、現在のように「昔の作曲家の作品」をとりあげる習慣はあまりなく、音楽家は自らの手で作り上げた作品を、自ら演奏することが普通であった。19世紀になって、「他人の作品を演奏することを専門とする者」が登場してくるが、その時代においても、今日作曲家として知られている者たちの多くは、何らかのかたちで演奏家として活躍していた。
レコード誕生後の時代の作曲家に関しては、必然的に、現在でも彼らの自作自演の音源を（主にCDなどの商品で）聴くことができる場合が多い。ラフマニノフ自身によるピアノ協奏曲第2番やレナード・バーンスタインによる「ウェストサイド・ストーリー」などの録音が特に有名で、演奏家としても著名であった彼らの自作自演盤は、作品解釈の規範としてきわめて価値の高いものである。
今日においても、作曲家の多くはピアノを弾けるであろうし（音楽大学の試験で求められる）、指揮を学んでいるであろうが、自作自演を行うことは少なくなっている。演奏家のほうでも、「作曲家でもある」と紹介される者は少なからずいるが、その「作品」が作曲した演奏家本人以外に演奏されるケースはほとんどない（バーンスタインやアンドレ・プレヴィンはわずかな例外である）。

### 類義語
- 独演会 - 汎用
- 独奏会 - 楽器
- リサイタル - 1人の奏者が行なう演奏会
- 一人芝居（独り芝居） - 1人で登場人物全員を演じる